# انحياز للمتأصل
يشير مصطلح “الانحياز للمتأصل” إلى تأثير العوامل الخفية، أو المزاعم، التي تحرف وجهات النظر حول موضوع ما. وهناك عدة تعاريف رسمية للـ “الانحياز للمتأصل” تعتمد على مجال الدراسة المأخوذ بعين الاعتبار.
في مجال الإحصاء، يستخدم مصطلح “الانحياز للمتأصل” للإشارة إلى عدم القدرة على إجراء القياس بدقة وكما يرغب المرء المسؤول عن القياس، ويعني ذلك وجود إجراءات غير مباشرة يتم استخدامها، وقد تكون هذه الإجراءات عرضة لاختلالات وتشويهات مجهولة.